# Vanessa indica
Espèce
Vanessa indica ou Vulcain indien est une espèce de lépidoptères de la famille des Nymphalidae et de la sous-famille des Nymphalinae.
Elle est répandue en Asie du Sud et du Sud-Est.

## Noms vernaculaires
- en anglais : Indian red admiral (ou Asian admiral aux États-Unis)[1]
- en français : le Vulcain indien[2]

## Systématique
Vanessa indica a été décrite par l'entomologiste allemand Johann Friedrich Wilhelm Herbst en 1794.

### Synonymes
- Papilio atalanta indica  Herbst, 1794 — protonyme
- Hamadryas calliroe Hübner, 1808
- Vanessa calliroe (Hübner, 1808) — parfois orthographié callirhoe

### Sous-espèces
Les trois sous-espèces suivantes sont actuellement reconnues, :
- Vanessa indica indica (Herbst, 1794) — présente dans l'essentiel de l'aire de répartition de l'espèce,
- Vanessa indica pholoe (Fruhstorfer, 1912) — dans le Sud de l'Inde,
- Vanessa indica nubicola (Fruhstorfer, 1898) — au Sri Lanka.

Les deux espèces suivantes, étroitement apparentées à Vanessa indica, en ont souvent été considérées comme des sous-espèces :
- Vanessa vulcania (Godart, 1819) — le Vulcain macaronésien, endémique des îles Canaries et de Madère,
- Vanessa buana (Fruhstorfer, 1898) — endémique de Célèbes.

## Description
L'imago de Vanessa indica est un papillon de taille moyenne avec une envergure de 5,5 à 7,5 cm. Son aspect est foncé. 
Le recto des ailes a un fond marron à noir profond agrémenté d'un motif rouge orangé en 3/4 de cercle, formé par une bande transversale rouge sur les ailes antérieures et une bordure rouge à points noirs sur les ailes postérieures. 
L'apex des ailes antérieures est marqué de points blancs.
Les contours très irréguliers de la bande rouge des ailes antérieures permettent de distinguer Vanessa indica du Vulcain (Vanessa atalanta).
Au verso des ailes, l'aile postérieure a un motif cryptique formé de marbrures brun-noir, brun olive et grises, auxquelles s'ajoutent sur l'aile antérieure une bande rougeâtre et des taches blanches similaires au recto.
C'est un insecte diurne.

## Distribution et habitat
Vanessa indica est présente dans l'Himalaya, en Inde, au Sri Lanka, au Népal, en Birmanie, en Thaïlande, au Laos, au Cambodge, au Vietnam, en Chine, en Corée, dans l'Est de la Russie, au Japon, à Taïwan et aux Philippines,. Il vit dans les plaines.
Les imagos peuvent avoir un comportement migratoire, qui les amène temporairement à de plus hautes altitudes et latitudes.

## Biologie

### Phénologie
Dans le sud de son aire de répartition, Vanessa indica vole toute l'année en plusieurs générations. 
Plus au nord, elle ne produit qu'une génération estivale dont les imagos hivernent et reparaissent au printemps.

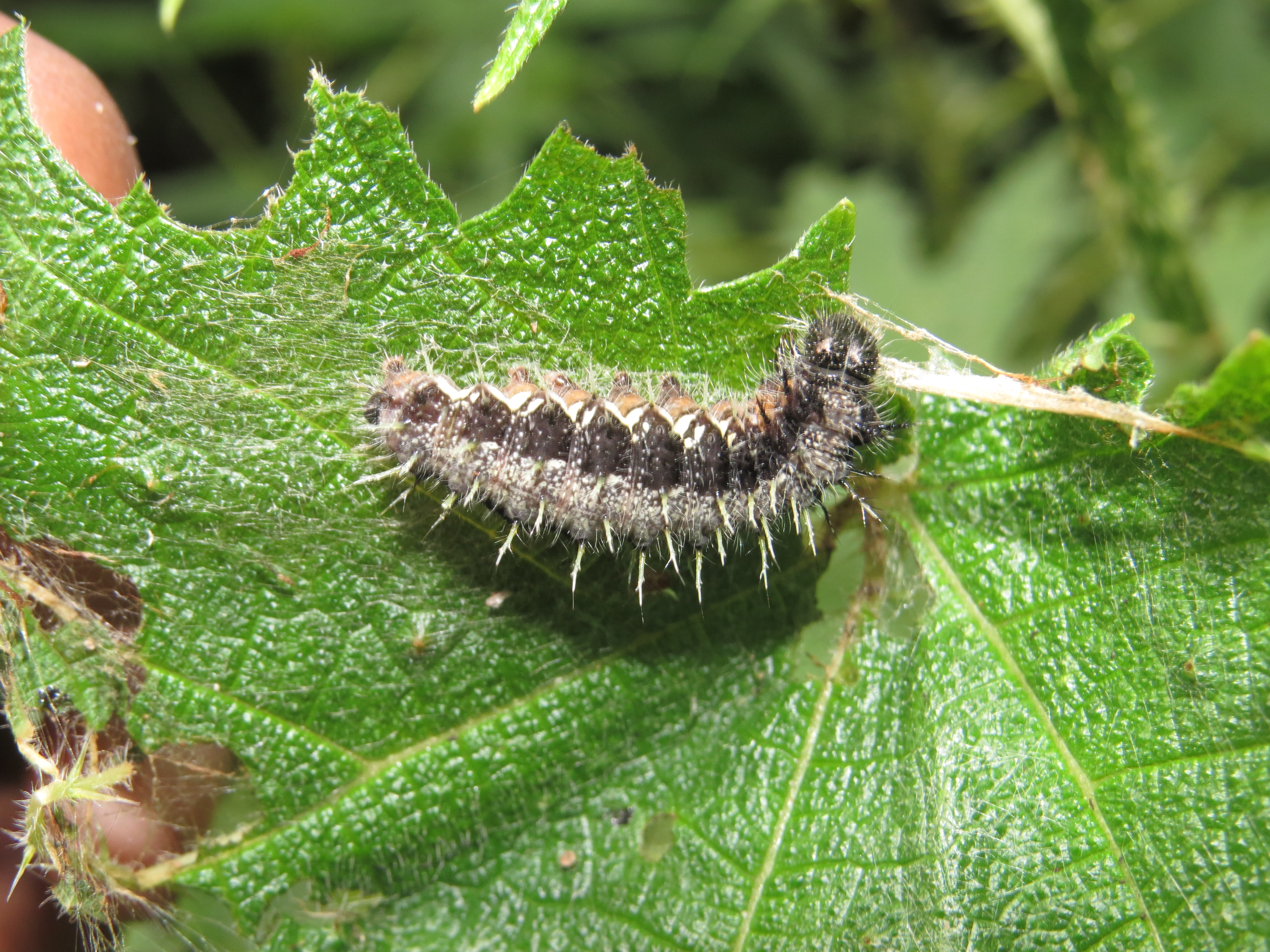
chenille de la sous-espèce pholoe
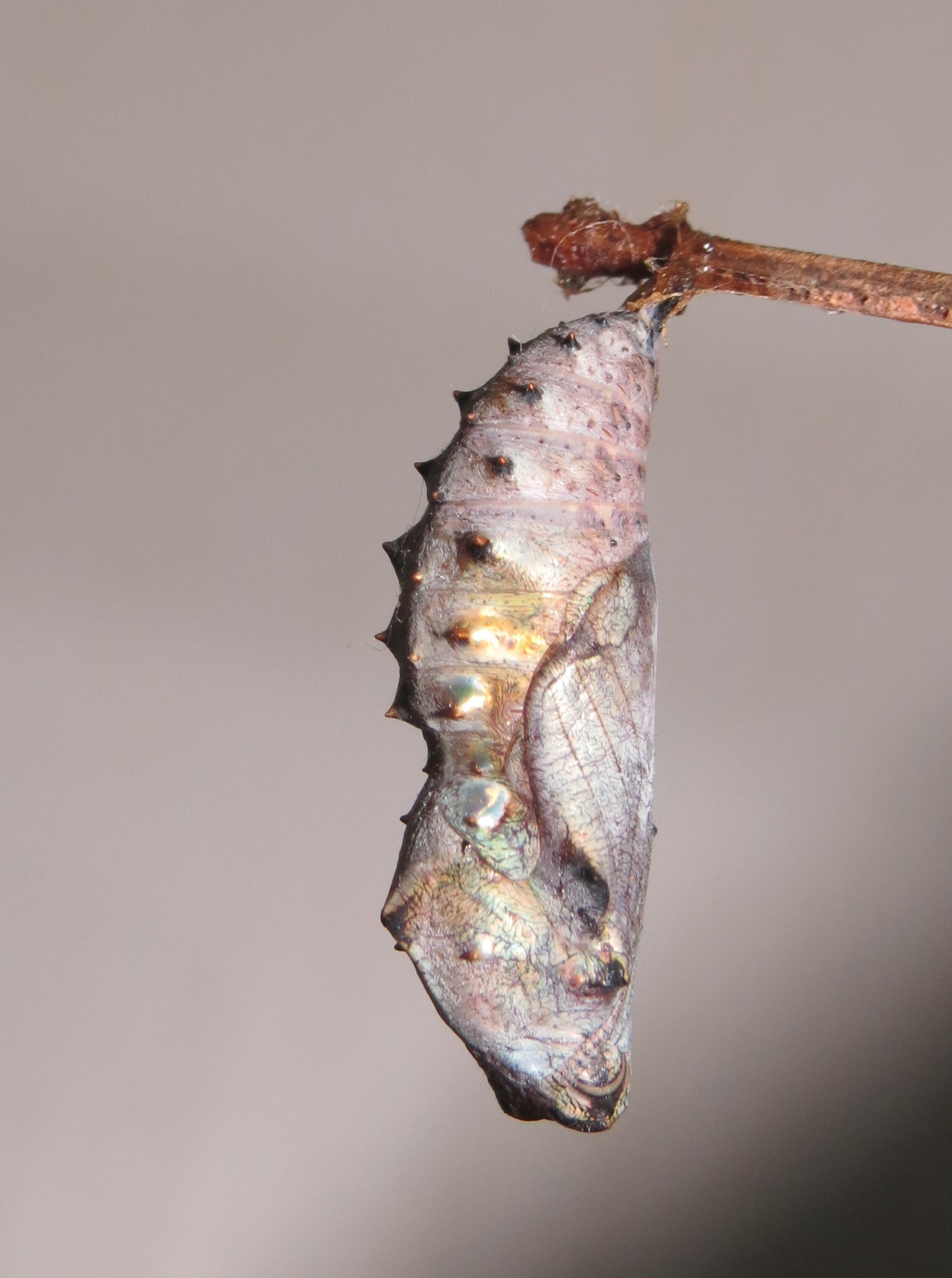
chrysalide de la sous-espèce pholoe

### Plantes-hôtes
Les plantes-hôtes de sa chenille sont des Urtica dont Urtica thunbergiana, des Girardinia dont Girardinia heterophylla, ainsi que Boehmeria densiflora et Boehmeria nivea.